# Sankt Roman
Sankt Roman est une commune autrichienne du district de Schärding en Haute-Autriche.